# سانس
سانس (به فرانسوی: Sens) یک کامین در فرانسه است که در یون (فرانسه) واقع شده‌است.

## خصوصیات
سانس ۲۷٫۸۶ کیلومترمربع مساحت و ۲۶٬۶۴۶ نفر جمعیت دارد.

## خواهرخوانده
شهرهای لراخ و سنیگالیا خواهرخوانده‌های سانس هستند.